# Jaruzel Brzeźnicki
Jaruzel Kacper Brzeźnicki (vel Brzeziński, ur. między 1560 a 1570, zm. 19 kwietnia 1623 w Poninie) – polski adwokat, członek wspólnoty braci polskich.

## Życiorys

### Pochodzenie
Mimo że chełpił się pochodzeniem ze starożytnej rodziny Jaruzelów, najprawdopodobniej pochodził z mieszczańskiej rodziny z Brzezin, a nazwiska Brzeźnicki używał, aby podszyć się pod nazwisko szlacheckie. Będąc świetnym adwokatem, pozyskał możną klientelę, dzięki której  wszedł w środowiska szlacheckie. Utwierdził swe prawa do szlachectwa przez ślub ze szlachcianką Urszulą z Wielkiej Wsi (zmarłą w 1614 roku), a po jej śmierci z Ewą Reklewską z Reklina (katoliczką, zmarłą po 1627 roku).

### Aktywność religijna
Brzeźnicki był aktywnym arianinem, był głównie związany z wielkopolskim ośrodkiem socynianizmu w Śmiglu. Tam nawiązał kontakty z Eliaszem Arciszewskim, polskim teologiem ariańskim, pastorem ariańskim w Śmiglu. Był wychowawcą m.in. Marcina Ruara. Odwiedzał zbory ariańskie, m.in. w Rakowie, hojnie je obdarzając. Nie mając spadkobierców zapisał gminie ariańskiej w Lublinie na zbór swoją kamienicę w tym mieście, kupioną w 1603 roku od Pawła Orzechowskiego.

### Konflikt z Arciszewskimi
Brzeźnicki pożyczał znaczne sumy Eliaszowi Arciszewskiemu i jego rodzinie. Gdy ten nie mógł ich spłacić, Brzeźnicki zawładnął dobrami śmigielskimi, które były zastawem (w latach 1611–1612). Procesy sądowe w latach 1613–1618, które były konsekwencją tego przejęcia, przypieczętowały ruinę Arciszewskich i spowodowały nienawiść m.in. Krzysztofa Arciszewskiego.
Krzysztof Arciszewski – po bezskutecznych próbach wymuszenia na Brzeźnickim rezygnacji z przejętych dóbr – urządził na niego zasadzkę, chwycił go na arkan i zaciągnął pod szubienicę w Poninie. Gdy Brzeźnicki odmówił zwrotu dóbr, Arciszewski wypalił do niego z rusznicy, wyrwał język i przybił do szubienicy.
Zbory ariańskie wykluczyły Eliasza Młodszego i Krzysztofa Arciszewskich ze swojego grona i skazały na infamię i banicję. Po 2 latach doszło do ugody między wdową po Brzeźnickim, Ewą i rodziną Arciszewskich, jednak w wyniku tego konfliktu zbory śmigielskie upadły, a jego dobra przeszły na własność katolików.